# Алексіс Ципрас
Але́ксіс Ци́прас (грец. Αλέξης Τσίπρας; нар. 28 липня 1974, Афіни) — грецький проросійський політик, Прем'єр-міністр Греції з 21 вересня 2015 року до 8 липня 2019 року та з 26 січня до 20 серпня 2015 року. Виконував обов'язки прем'єр-міністра з 20 до 27 серпня 2015 року. Лідер СІРІЗИ з 2012 до 2023 року.

## Біографічні відомості
Закінчив середню школу у столичному районі Абелокіпі. Освіту здобув в Афінському технічному університеті, за фахом інженер-будівельник. Навчався в аспірантурі з міського та регіонального планування, працював інженером у будівельній галузі. Зі студентських років брав активну участь у громадському житті та студентському русі радикального коаліційної лівого руху «Сінаспізмос (СІН)».
У 1999 році він був обраний секретарем Союзу молоді СІН. Як секретар Коаліції молоді СІН брав активну участь у процесі формування грецького соціального форуму і протестів міжнародного руху проти неоліберальної глобалізації.
4-та конференція «СІН» у грудні 2004 року обрала Ципраса членом Центрального комітету, а потім секретарем партії. На 5-му Конгресі «СІН» у лютому 2008 р. Алексіс Ципрас обраний головою партії. 6 червня 2010 року Алексіс Ципрас переобраний головою партії, набравши на свою підтримку 785 з 1 038 голосів.
У липні 2013 року офіційно обраний президентом СІРІЗИ, здобувши 74,08 % голосів делегатів.
Після поразки на парламентських виборах у червні 2023 року подав у відставку з посади голови СІРІЗИ.

## Прем'єр-міністр Греції
Ліво-радикальна коаліція СІРІЗА на чолі з Ципрасом прийшла до влади на хвилі радикальних гасел про відмову від фінансової допомоги з боку ЄС, від повернення ЄС попередніх кредитів, від економічних та соціальних реформ, на яких наполягав ЄС і за умови проведення яких видавав багатомільярдні кредити. Відтак країна опинилася на межі Grexit'у, а остаточна відмова перерахувати кошти у розмірі 1,54 млрд євро спричинила технічний дефолт.
Втім 14 серпня 2015 року після дебатів Грецький парламент підтримав новий план економічної допомоги Греції кредиторами в обмін на нові реформи й нові суворі заходи економії. Для прийняття рішення вистачило голосів опозиції, яку складали Нова демократія (НД), ПАСОК та «Ріка (To Potami)», це довело, що СІРІЗА втратила більшість. 20 серпня 2015 р. після отримання першого траншу допомоги в розмірі €86 млрд Алексіс Ципрас подав у відставку.
На нових дострокових парламентських виборах 20 вересня 2015 року знову перемогла СІРІЗА, здобуши 35,46 % (випередивши НД із 28,10 % голосами виборців). Нову коаліцію в парламенті сформували СІРІЗА та Незалежні греки 23 вересня 2015 року.

## Цікаві факти
- У день складання присяги 27 січня 2015 Ципрас зустрівся з російським послом в Афінах[25].
- Алексіс Ципрас принципово не носить краватку. Він обіцяв зав'язати її у разі розв'язання боргових проблем Греції. Голова Європейської комісії Жан-Клод Юнкер навіть пожартував з цього приводу, запропонувавши Ципрасу віддати свою краватку під час саміту «Східного партнерства», що проходив 21-22 травня 2015 у Ризі[26].